# Dokudowo Drugie
Dokudowo Drugie (biał. Дакудава 2, Dakudawa 2; ros. Докудово 2, Dokudowo 2) – wieś na Białorusi, w obwodzie grodzieńskim, w rejonie lidzkim, w sielsowiecie Trzeciakowce, nad Niemnem.
Wieś położona jest przy Dokudowskim Rezerwacie Biologicznym.
Współcześnie w jej skład wchodzą dawne wieś Dokudowo i folwark Dokudowo.

## Historia
W XIX i w początkach XX w. położone było w Rosji, w guberni wileńskiej, w powiecie lidzkim.
W dwudziestoleciu międzywojennym leżały w Polsce, w województwie nowogródzkim, w powiecie lidzkim, w gminie Dokudowo. W 1921 wieś liczyła 654 mieszkańców, zamieszkałych w 120 budynkach, w tym 345 Białorusinów, 302 Polaków i 7 osób innej narodowości. 616 mieszkańców było wyznania prawosławnego i 38 rzymskokatolickiego. Folwark zaś liczył 59 mieszkańców, zamieszkałych w 2 budynkach, w tym 34 Polaków i 25 Białorusinów. 33 mieszkańców było wyznania rzymskokatolickiego i 26 prawosławnego.
Po II wojnie światowej w granicach Związku Sowieckiego. Od 1991 w niepodległej Białorusi.